# たなかしん
たなか しん（1979年- ）は、日本の画家、絵本作家、児童文学作家。

## 略歴
大阪生まれ、兵庫県明石市在住。神戸文化短期大学卒業。画家として活動する傍ら、2002年頃から絵本を描き始め、2005年台湾のGrimm Pressから絵本作家としてデビュー。2020年には児童書『一富士茄子牛焦げルギー』(ＢＬ出版)で第53回日本児童文学者協会新人賞を受賞。絵の下地には明石の海の砂を用いる。